# Tavernola (Foggia)
Tavernola  è un borgo rurale  della città di Foggia, di circa 90 abitanti, fondato nell'epoca fascista nell'ambito della bonifica integrale della piana di Foggia. La zona,  di spiccata vocazione agricola cerealicola, doveva passare da una coltivazione estensiva, ad una  più razionale mediante l'utilizzo di sementi elette.
Nel borgo vennero costruiti alcuni edifici che pur avendo una destinazione rustica, avevano qualche pretesa architettonica.
La borgata è stata  realizzata, progettata dall'ingegnere Mario Quaglini per conto del Consorzio di Bonifica e dell'O.N.C. e costituiva dal punto di vista agricolo, urbanistico, architettonico un cospicuo esempio di borgo rurale .
Il borgo si trova a 36 metri sul livello del mare. Tavernola pur facendo parte del comune di Foggia, dista circa 15 chilometri dal centro cittadino. 
L'espansione del borgo rurale fu però arrestata dallo scoppio della seconda guerra mondiale e dalla fine del programma di ruralizzazione allora imperante .
Nel corso della seconda guerra mondiale, il borgo fu sede del quartier generale del 99th Bombardment Group appartenente alla 15th Air Force americana.